# In der Naß
In der Naß ist ein Ort im Oberen Mürztal in der Steiermark und gehört zur Ortschaft Altenberg der Gemeinde Neuberg an der Mürz im Bezirk Bruck-Mürzzuschlag.

## Geographie
Die Streusiedlung befindet sich gut 6 Kilometer nordöstlich von Neuberg. Sie liegt im Talschluss des Altenbergertals, auf um die 870 m ü. A., hinter Altenberg und Knappendorf. Sie umfasst nur wenige Häuser.
Westlich erhebt sich die Schneealpe, östlich die Rax. Dazwischen geht es vom Ort hinauf zum Nasskamm, der in das niederösterreichische Naßwaldtal führt.
|              | Hinternaßwald ∗∗                            |       |
| Schneealpe ∗ | Kompassrose, die auf Nachbargemeinden zeigt | Rax ∗ |
|              | Knappendorf                                 |       |

∗ Ortslagen von Neuberg: diverse Berghütten.
∗∗ Das hinter dem Nasskamm liegende Reißtal ist unbesiedelt.

## Nachweise
- 62144 – Neuberg an der Mürz. Gemeindedaten der Statistik Austria